# Live Bait for the Dead
Live Bait for the Dead är bandet Cradle of Filths första officiella livealbum, inspelat i Nottingham den 14 april 2001 och utgivet 2002.

## Låtlista

### Skiva 1
1. "Intro: The Ceremony Opens" - 2:45
2. "Lord Abortion" - 6:33
3. "Ebony Dressed for Sunset" - 2:55
4. "The Forest Whispers My Name" - 4:55
5. "Cthulhu Dawn" - 4:31
6. "Dusk and Her Embrace" - 6:24
7. "The Principle of Evil Made Flesh" - 5:42
8. "Cruelty Brought Thee Orchids" - 7:54
9. "Her Ghost in the Fog" - 7:33
10. "Summer Dying Fast" - 5:43
11. "Interlude: Creatures That Kissed in Cold Mirrors" - 3:56
12. "From the Cradle to Enslave" - 5:59
13. "Queen of Winter, Throned" - 10:04

### Skiva 2
1. "Born in a Burial Gown" (The Polished Coffin Mix) - 5:18
2. "No Time to Cry" (Sisters of No Mercy Mix) - 4:20
3. "Funeral in Carpathia" (Soundcheck Recording) - 8:22
4. "Deleted Scenes of A Snuff Princess" - 5:37
5. "Scorched Earth Erotica" (Original Demo Version) - 4:57
6. "Nocturnal Supremacy" (Soundcheck Recording) - 6:03
7. "From the Cradle to Enslave" (Under Martian Rule Mix) - 6:05
8. "The Fire Still Burns" (Twisted Sister-cover) - 4:08